# Abdulqawi Ahmed Yusuf
Abdulqawi Ahmed Yusuf, född 12 september 1948 i Eyl i Somalia, är en somalisk jurist som sedan 2009 är domare i Internationella domstolen i Haag. År 2018-2021 var han även domstolens president, efter att i tre år ha varit vicepresident. Han har studerat juridik vid Université de Genève, Jaamacada Ummada Soomaaliyeed, Académie de droit international de La Haye och Universitetet i Florens.